# 1998 en informatique
1997 en informatique - 1998 - 1999 en informatique
Cet article présente les principaux évènements de 1998 dans le domaine informatique.

## Événements
- 15 août : Apple Inc. sort l'iMac G3, qui sera un grand succès pour la firme (6 millions d'exemplaires vendus) et qui sauvera Apple d'une probable faillite.
- 25 juin : sortie de Microsoft Windows 98

### Amérique du Nord
- Février :

John Koskinen est nommé responsable Y2K du président Bill Clinton.
- Mi-juillet :

Le président Bill Clinton, le vice-président Al Gore, et le sénateur Robert Bennett, font des discours au peuple américain sur l'avancement du projet Y2K (plus connu en France sous le nom de bogue de l'an 2000).
- Août :

Première apparition d'une définition explicite du terme resource dans la RFC 2396, au sujet des ressources Web.
- 4 septembre :

Création de la société Google dans la Silicon Valley, spécialisée dans les moteurs de recherche.
- 18 septembre :

Transfert à l'ICANN de la responsabilité d'allocation des noms de domaines et d'adresses IP.
- Publication de la norme ANSI/NISO Z39.50 (ISO 23950) en anglais et en français sur la recherche d'information.

### Europe / France
- 20 février :

Y2K : Dominique Strauss-Kahn, ministre de l’Économie, des Finances et de l’Industrie et Christian Pierret, Secrétaire d’État à l’Industrie, confient à Gérard Théry la responsabilité d’une mission « passage informatique à l'an 2000 ».
- 30 avril :

Web / internet : Un colloque a lieu à l'École polytechnique sur les aspects techniques et juridiques du web. Francis Lorentz présente à cette occasion le rapport de la mission commerce électronique lancée en octobre 1997. Ce rapport sera présenté quelques jours plus tard au ministère des finances. En fin de séance, intervention d'un consultant sur le passage informatique à l'an 2000.
- mai :

Y2K : Réflexions sur les aspects juridiques, note d'Alexandre Menais.
- 19 mai :

Loi de transposition dans le droit interne de la directive européenne du 25 juillet 1985 sur la responsabilité des produits défectueux ; mais seuls les produits mis en circulation après le 23 mai 1998 seront protégés, produits qui seront probablement compatibles compte tenu de la proximité avec l'an 2000.
- 20 mai :

Y2K : Conférence de presse de M. Christian Pierret, Secrétaire d’État à l’Industrie, pour présenter les travaux de la mission « passage informatique à l'an 2000 » confiée à Gérard Théry.
- juillet :

Y2K : Ouverture d'une rubrique « Urgence 2000 » sur le site www.industrie.gouv.fr.
- 6 juillet :

Y2K : Premier publipostage à destination de 800 000 chefs d’entreprises consistant en une lettre des ministres concernés (Dominique Strauss-Kahn, Marylise Lebranchu, Christian Pierret).
- 5 novembre :

Y2K : Circulaire du Premier Ministre à tous les ministres et préfets, relative aux dispositions à prendre par les administrations de l’État et les organismes placés sous le contrôle de l’État.
- 24 novembre :

Y2K : Remise du rapport de la mission « passage informatique à l’an 2000 » de Gérard Théry à Dominique Strauss-Kahn et Christian Pierret.
- 26 novembre :

Y2K : Conférence de presse à l’Hôtel Matignon de Dominique Strauss-Kahn, Marylise Lebranchu et Christian Pierret pour lancer le programme.
- novembre :

Y2K : Constitution du Centre national d’information sur le passage à l'an 2000 pour conduire les actions de communication en direction des entreprises et du grand public.
- novembre :

Y2K : création du site Internet http://www.an2000.gouv.fr et du minitel 3615 passagean2000.
- 2 décembre :

Y2K : Envoi d'une lettre signée des ministres concernés (Dominique Strauss-Kahn, Marylise Lebranchu, Christian Pierret) à 2,2 millions de dirigeants de PME.
- décembre :

Y2K : lancement d'un baromètre pour suivre l’évolution de la préparation des PME-PMI avec mise en ligne sur internet.